# Wijnand Otto Jan Nieuwenkamp
Wijnand Otto Jan Nieuwenkamp (Amsterdam, 27 juli 1874 – Fiesole, 23 april 1950), ook wel W.O.J.N., was een Nederlandse kunstenaar en reiziger. Hij was de eerste Europese kunstenaar die het eiland Bali waardeerde als artistieke bestemming.

## Loopbaan

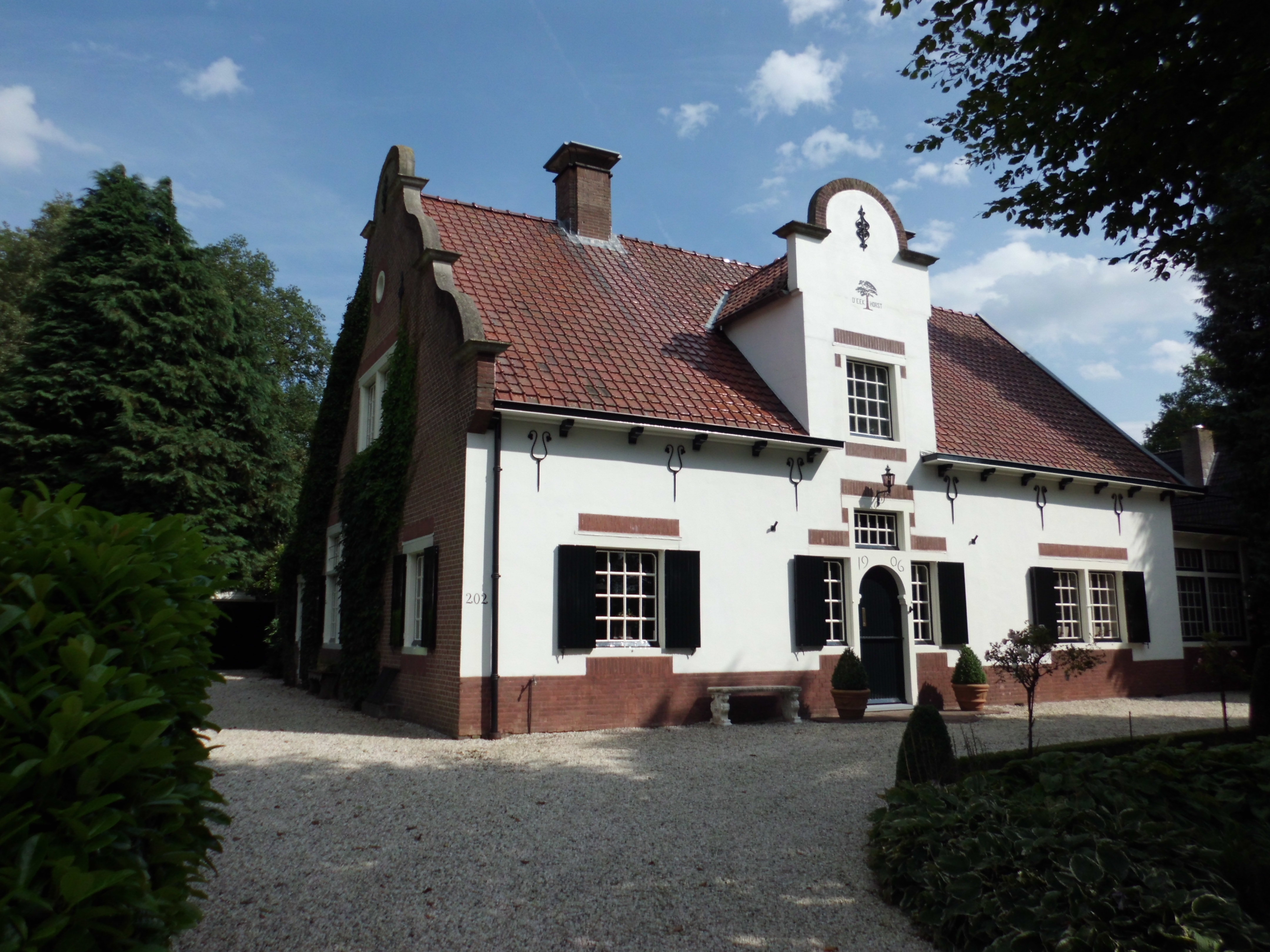
W.O.J. Nieuwenkamp Villa D'Eekhorst, Lunteren 1906

Op enkele lessen aan de Amsterdamse Kunstnijverheidsschool na was Nieuwenkamp autodidact. Hij werkte onder andere in Amsterdam, het Midden-Oosten, Java in 1898, Bali in 1904 en Lombok in 1906 en 1907. Vanaf 1900, het jaar van zijn huwelijk met Anna Wilbrink, bouwde hij aan een woonschip dat De Zwerver genoemd werd. Hiermee voer hij door Nederland, België en Duitsland. Al snel werden er aan boord tentoonstellingen gehouden, waar zijn werk kon worden aangekocht. In 1906 werd naar zijn ontwerp, in opdracht van zijn schoonvader G.J. Wilbrink, in het Gelderse Lunteren de villa 'D'Eekhorst' gebouwd. 
In 1913 en 1914 was hij in Brits-Indië. Van 1917 tot 1919 reisde hij naar Java, Bali en Timor en Onderhoorigheden. In 1924-1925 reisde hij naar Sumatra, Java en Bali, als gevolg van een opdracht voor de Handelsvereeniging Amsterdam. In 1933-1934 reisde hij naar Egypte. In 1936/1937 reisde hij voor de laatste maal naar Bali. Een latere reis werd door het uitbreken van de Tweede Wereldoorlog verhinderd. Van deze reizen werden boeken geschreven en geïllustreerd. Er werden veel artikelen over gepubliceerd in het tijdschrift Nederlandsch Indië, Oud en Nieuw. Ook in de wetenschappelijke tijdschriften verschenen bijdragen van zijn hand. Veel van Nieuwenkamps werk na 1925 hangt samen met de Borobudurtempel op Java.
Nieuwenkamp en Anna kregen vier kinderen, onder wie Willem Nieuwenkamp en Fernanda Bramanti-Nieuwenkamp. De groei van het gezin en de aanwas van kunstvoorwerpen, verzameld op buitenlandse reizen noopten hem om een huis op het land te bouwen. Dat gebeurde in Edam.

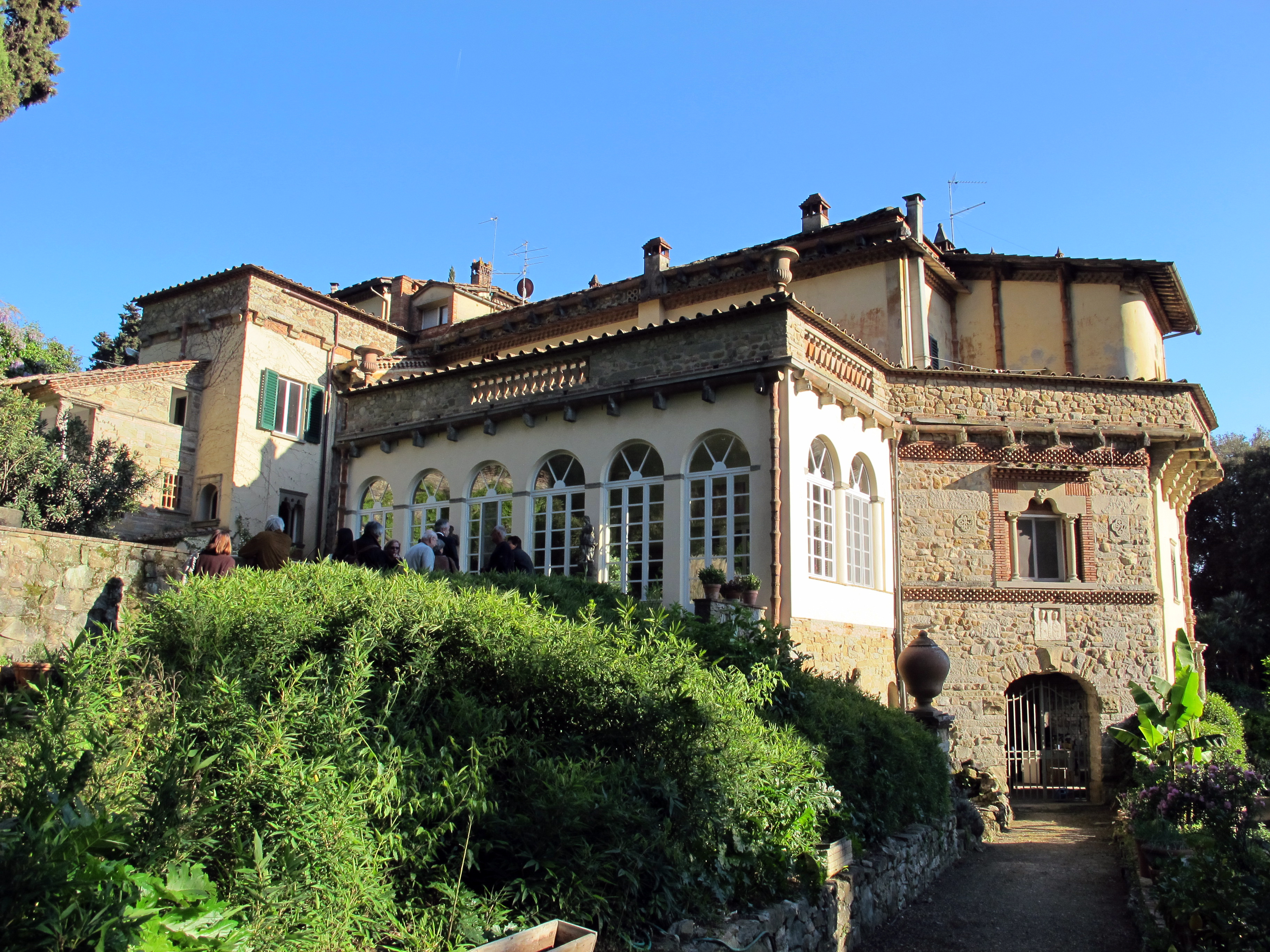
Villa Nieuwenkamp in Fiesole

In Edam was hij van 1910 tot 1920 woonachtig en werkzaam, al was hij in 1895 al betrokken bij de oprichting van het Edams Museum. Later vestigde hij zich in Italië, aanvankelijk zwervend, daarna wonend in Rome. Later kocht hij de villa Riposo dei Vescovi, die later ter plaatse bekend zou staan als 'Villa Nieuwenkamp', in het dorp San Domenico, bij Fiesole, iets ten noorden van Florence. Zijn dochter Fernanda Bramanti-Nieuwenkamp werd directrice van het Nederlands Interuniversitair Kunsthistorisch Instituut te Florence en bewoonde de villa vele jaren.
Hij werkte als schilder, tekenaar, houtsnijder, etser, lithograaf, boekbandontwerper en maakte een aantal ex-librissen.

## Omgeving en invloed

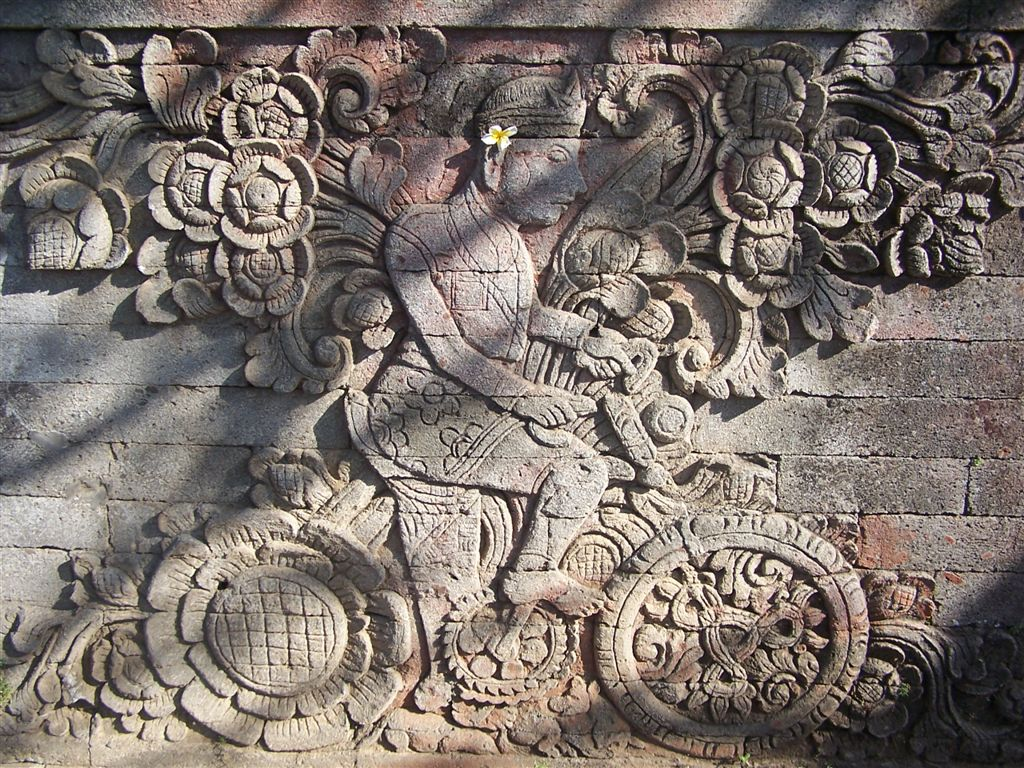
Nieuwenkamp op de fiets in Bali, afgebeeld op Pura Meduwe Karang

Nieuwenkamp onderhield contacten met:
- Marius Bauer (1867-1932)
- Eduard Cuypers (1859-1927)
- Pieter Dupont (1870-1911
- J.M. Graadt van Roggen (1867-1959)
- Simon Moulijn (1866-1948)
- S.H. de Roos (1877-1962)
- Jan Toorop (1858-1928)
- J.G. Veldheer (1866-1954)
- R.W.P. de Vries (1874-1952)

In Edam was een museum dat aan zijn werk gewijd was, hiervoor werd ook de Stichting Museum Nieuwenkamp opgericht. Het museum werd geopend in juli 1949, maar het werd in de jaren zeventig van de vorige eeuw gesloten. De Stichting Museum Nieuwenkamp bestaat nog steeds en beheert een grote collectie, die afkomstig is uit nalatenschappen. In de jaren tien kwam Nieuwenkamps werk opnieuw in de belangstelling. Dat kwam onder meer tot uiting in een omvangrijke publicatie over zijn grafische werk en een tentoonstelling in de Universiteitsbibliotheek Leiden in 2016.

## Bibliografie

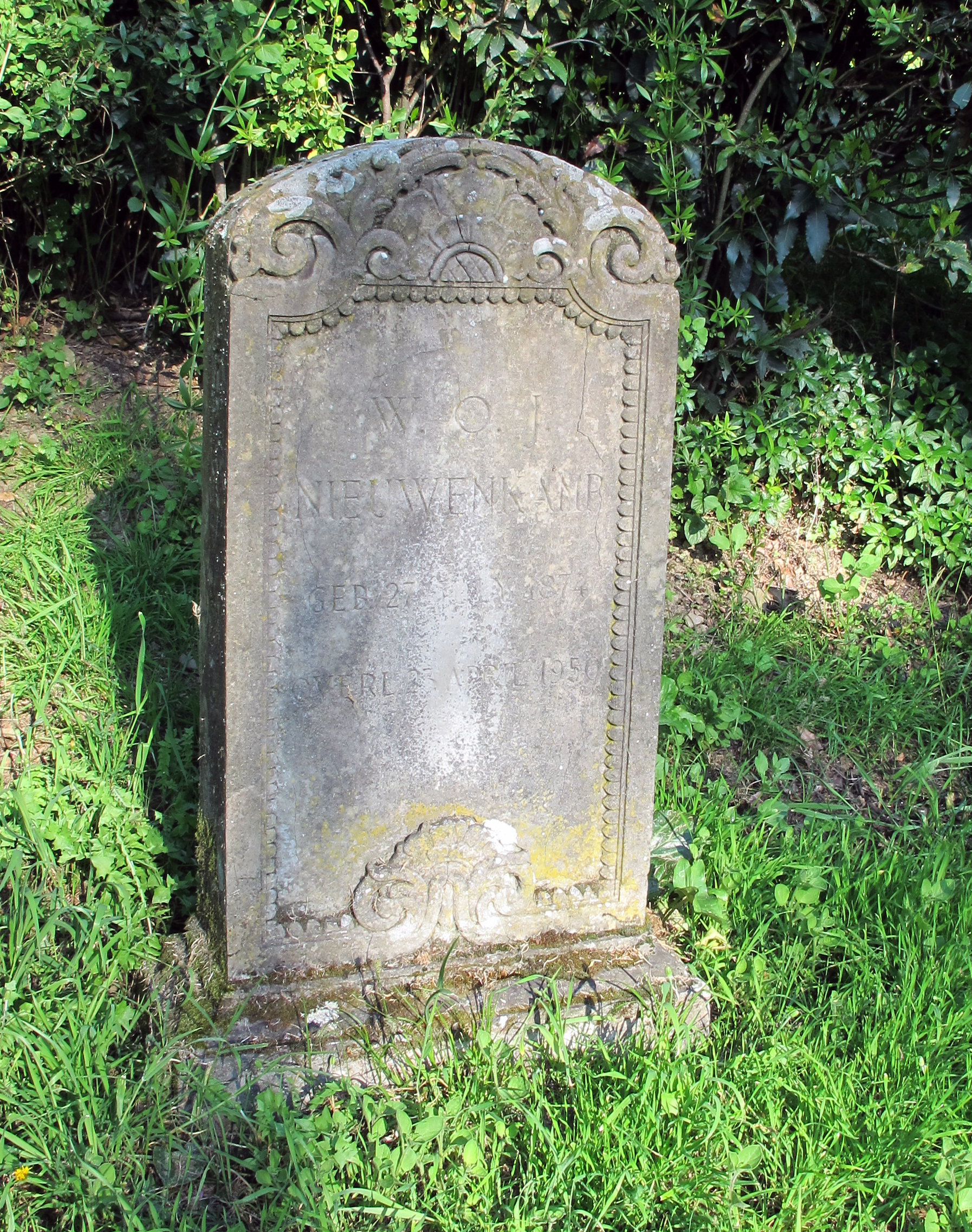
Graf in Fiesole